# Matilda McDuck
Matilda McDuck  (No Brasil: Matilda McPato ou Matilda Mac Patinhas) é a irmã de Tio Patinhas e Hortense McDuck. Matilda é filha de Fergus McDuck e Donilda O'Pata. Ela é também a tia materna de Dumbela Pato e do Pato Donald  e tia-avó materna de Huguinho, Zezinho e Luisinho. 
Matilda foi mencionada pela primeira vez no esboço dos anos 1950 de Carl Barks para uma árvore genealógica dos patos, onde foi mostrado que ela adotou Gastão. A personagem Matilda McDuck foi descartada no esboço da árvore genealógica da Família Pato de Barks em 1991 (onde Gastão é o neto biológico da Vovó Donalda e não é parente do Patinhas), mas Don Rosa pegou o nome e usou Matilda McDuck como uma personagem proeminente em The Life and Times of Scrooge McDuck.
Matilda McDuck nasceu em Glasgow, na Escócia, em 1871. Em contraste com os temperamentos explosivos de Patinhas e Hortênsia, Matilda geralmente tinha um comportamento calmo. Em 1902, Tio Patinhas voltou para a Escócia e buscou suas duas irmãs mais novas com ele para se mudarem para a América. Quando Patinhas se estabeleceu em Patópolis, deixou Matilda e Hortênsia comandando sua Caixa-Forte de 1902 a 1930, enquanto ele viajou pelo mundo expandindo seu império financeiro. Em 1930, um conflito com Patinhas pôs fim a todos os relacionamentos entre ele e sua família, e acredita-se que suas irmãs mais novas tenham deixado Patópolis.
Na história "O Outro Segredo do Velho Castelo" ou "Uma Carta de Casa (2004)", Don Rosa usou Matilda McDuck em uma história que não era da Saga pela primeira vez. Nesta história, é mostrado que ela foi contratada pelo seu sobrinho Pato Donald para cuidar do Castelo McDuck na Escócia. A história mostra a reconciliação entre Matilda e Patinhas. Sugere-se que Donald os convidou deliberadamente para essa reunião. Esta foi a primeira vez que Huguinho, Zezinho e Luisinho encontraram sua tia-avó materna. Nessa história, Patinhas retorna ao castelo à procura de outro tesouro e descobre por Matilda que sua família já sabia sobre isso, mas seu pai, Fergus, decidiu não contá-lo sobre isso. Matilda, chegou a mencionar Hortênsia na história. No entanto, no comentário que saiu na impressão americana da história, Don Rosa afirmou que foi impedido de usar Hortênsia porque teria que explicar o fato dela ter abandonado sua família. Portanto, o destino de Hortênsia permanece um mistério. Nas notas para a publicação dinamarquesa da história (Hall of Fame - Don Rosa Book 10), afirma-se que o editor decidiu que Hortênsia estava "oficialmente morta".
Normalmente, Matilda é desenhada com uma flor no chapéu, que perde uma pétala em cada painel em que aparece. Don Rosa sugeriu que Matilda poderia ter se casado com o conhecido personagem da Disney, Professor Ludovico (o que explicaria o fato dele ser tio do Donald em outras animações, mas foi impedido disso pela Disney).

## Outras mídias
Uma foto de Matilda aparece no episódio piloto da série DuckTales de 2017, "Woo-oo!", Como parte da pesquisa de Patrícia sobre a família de Patinhas. Mais tarde, ela aparece no episódio "The Fight for Castle McDuck!", com voz fornecida por Michelle Gomez.